# Психијатријатријски социјални рад
Психијатријатријски социјални рад је социјални рад у области менталне хигијене и психијатријском окружењу. Психијатријски социјални рад пружа психосоцијалну терапију или друге услуге за особе са меннталним поремећајима. У овом окружењу социјални радници раде у мултидисциплинарном тиму са клијентом и његовом породицом. Често је неопходна титула мастера или доктора као и додатно искуство и специјализација у раду са психијатријским проблемима. Комплементарна је са појмом клиничког социјалног рада.